# Hanzlův mlýn
Hanzlův mlýn (nazývaný také Radkovský mlýn) je ruina vodního mlýna, který se nachází v záhybu řeky Moravice u obce Radkov v okrese Opava v Moravskoslezském kraji. Nachází se zde trampská osada a také studánka. Místo je volně přístupné. První zmínka o mlýnu se datuje k roku 1603 a mlynáři zde byli z mlynářských rodů Jašek, Schmied, Noske, Hanzl. V roce 1826 již měl mlýn také olejnu a krupník. Mlýn fungoval až do roku 1953, následně začal být okolními lidmi rozebírán na stavební materiál. Mlýn měl náhon a vodní kolo na spodní vodu. Poslední mlynář se zde údajně oběsil.

## Další informace
K místu nevede žádná turistická značka, ale pouze lesní cesty.
Naproti na opačném břehu řeky Moravice se nacházejí dva bývalé doly na břidlici a v blízkém okolí pak jsou ještě další bývalé doly.

## Galerie

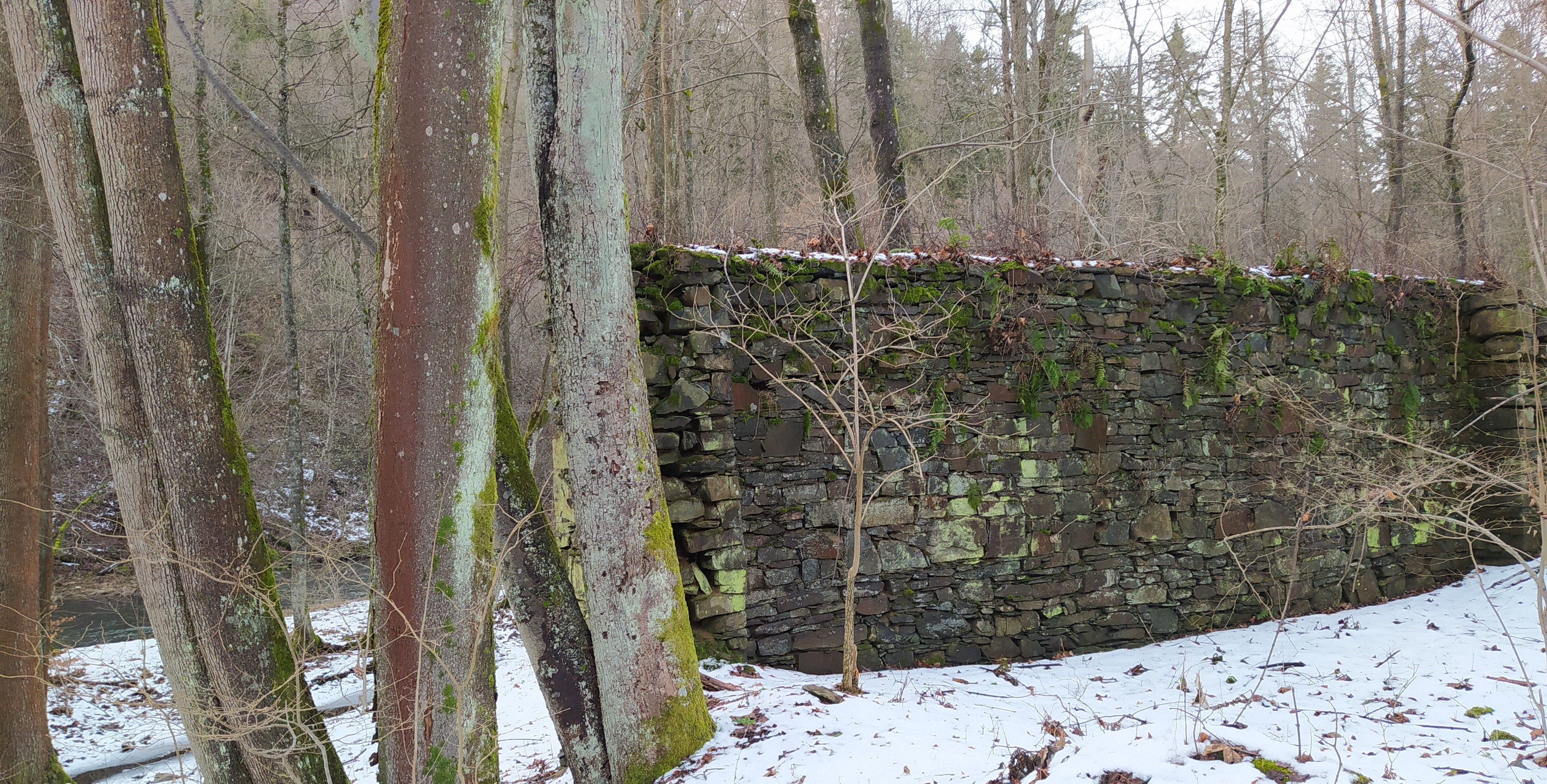
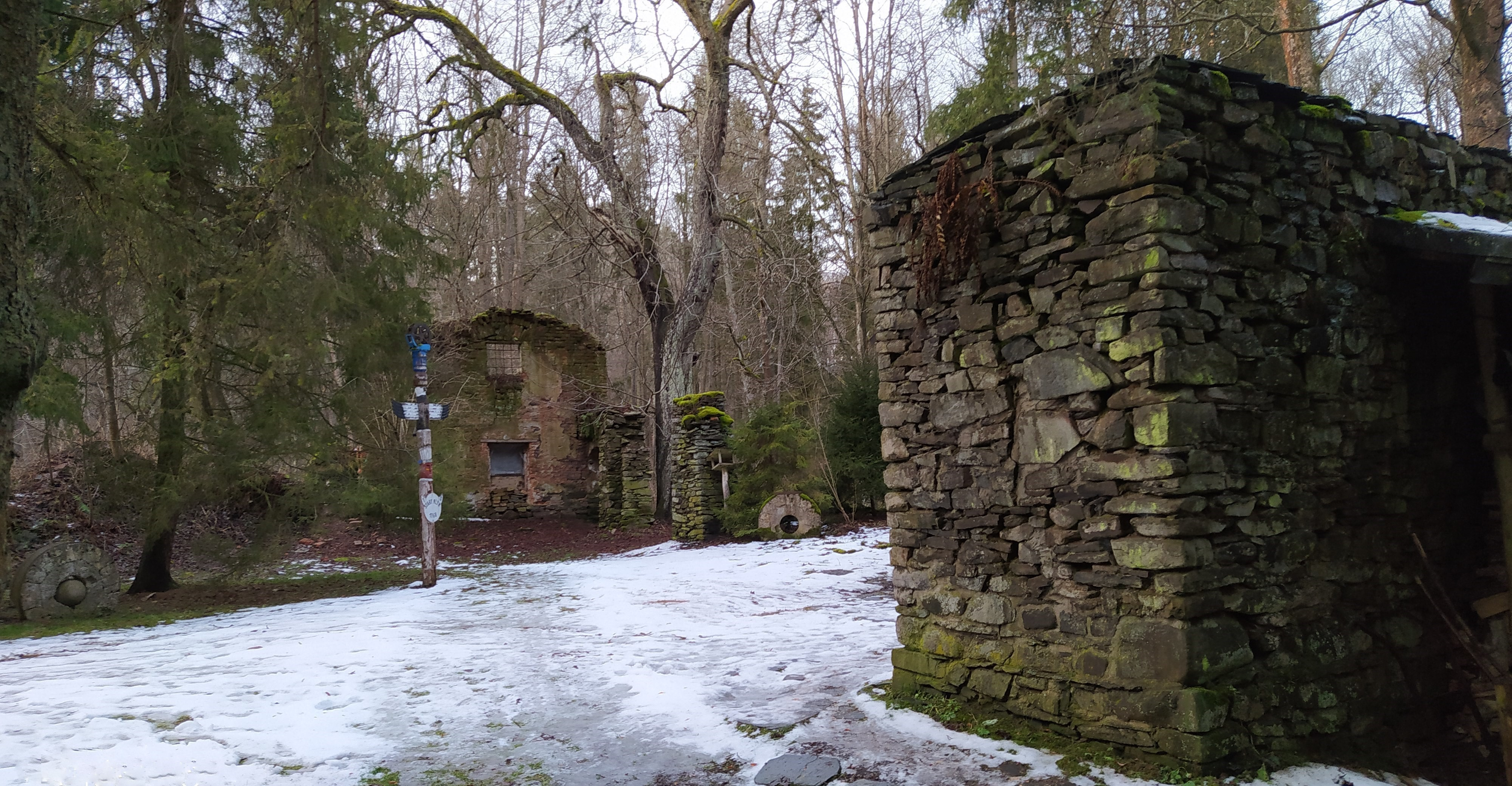
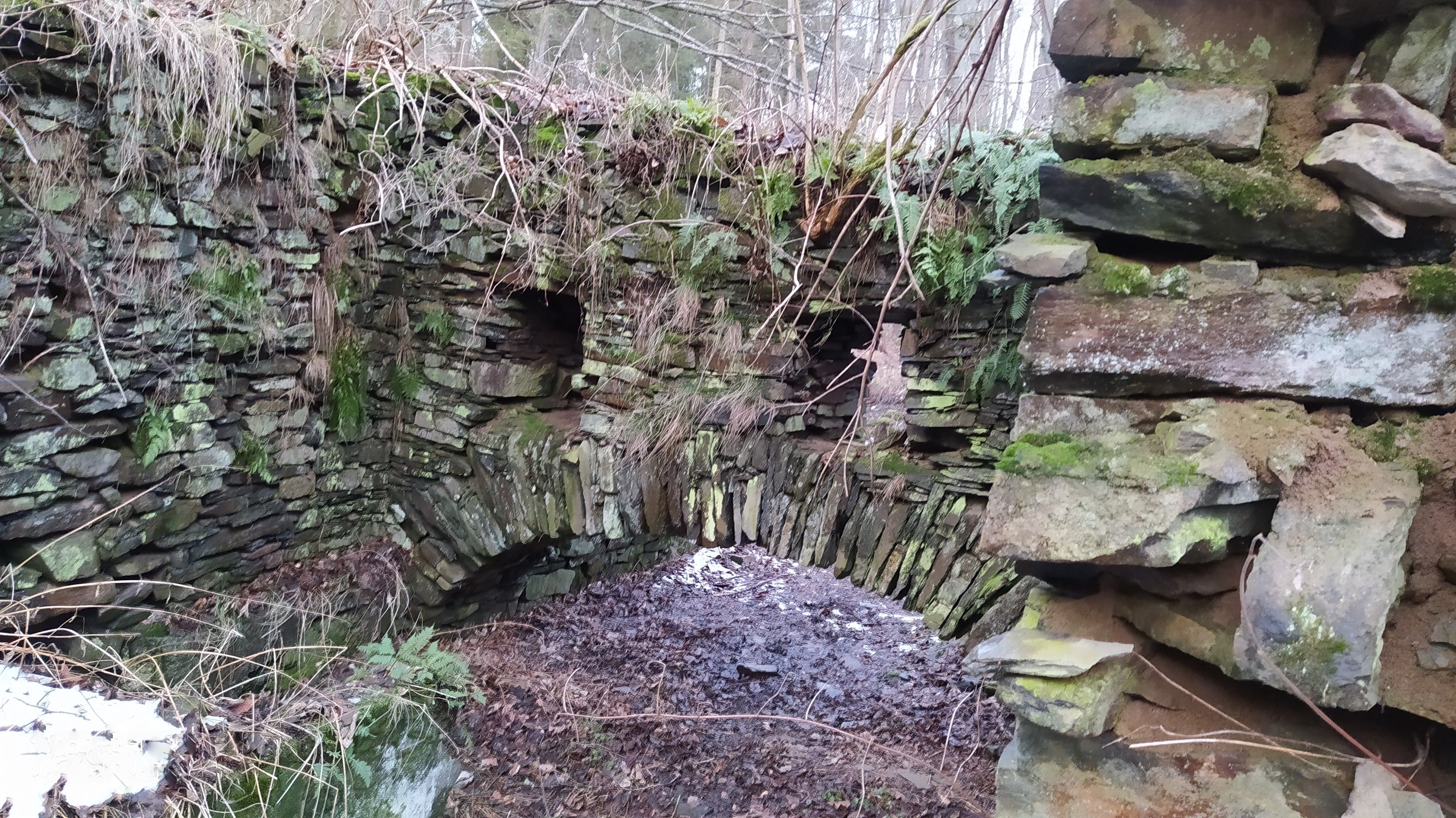